# Misako Uno
Misako Uno (宇野 実彩子, Uno Misako), née le 16 juillet 1986 à Tokyo au Japon, est une actrice, agent artistique, designer et essayiste japonaise. Elle est aussi chanteuse et danseuse du groupe AAA. 
Son alma mater est le Gakuen de Shirayuri (白百合学園), fondé par les sœurs de Saint-Paul de Chartres.
Elle incarne Miyuki, une lycéenne, dans The Grudge 2.

## Œuvres

### Musique
- 2005 : Slow dance
- 2005 : Groovin' /Mayu
- 2005 : Good Time /Mayu, ECO
- 2005 : Now Is The Time
- 2007 : End of This Way

### Films
- 2006 : The grudge 2 : Miyuki
- 2010 : Rendez-vous! (ランデブー！?) : Meguru Taniyama
- 2018 : Tomb Raider de Roar Uthaug : Samantha NIshimura

### Théâtres
- 2006 : Théâtre de AAA -bokura no te- (Theater of AAA〜ボクラノテ〜?) : Akane Sueyoshi
- 2007 : Super Battle direct Délicieux Gakuin Bangaihen ~ Delicious 5 Shijō Saidai pas Teki ~
- 2009 : Love Letters : Mélisse
- 2010 : Genji Monogatari et Oguro Maki Songs -Boku wa Jyūnihitoe ni Koi wo Suru- (源氏物語×大黒摩季songs～僕は十二単に恋をする～?) : Aoi no Ue (葵の上?) [1]
- 2011 : Legend of the Galactic Heroes[2]

### Télévision
- 2008 : Hitomi (瞳?) : Keiko Endo
- 2010 : Massugu na Otoko
- 2012 : Umechan Sensei (梅ちゃん先生?) : Akane Yabuki
- 2013 : Tokyo coffre à jouets (東京トイボックス?) : Hoshino Tsukiyama[3]
- 2014 : Grand Tokyo coffre à jouets (大東京トイボックス?)

### Radio
- 2006-2007 : Uno Misako no English Lyrics Selection
- AAA Uno Misako no Radio Unoccoli (FM Niigata, depuis 2011)

### Livres
- 2010 : Uno[4]
- 2011 : Kizuna Rensa (キズナレンサ?)
- 2011 : Houkago Gomi Hiro (放課後のゴミヒーロー?)
- 2012 : Uno-bon
- 2014 : Unonu（you know